# Asier Santana Clavo
Asier Santana Clavo (Idiazabal, Goierri, Guipúscoa, 3 de febrer de 1979) és un entrenador de futbol basc, que entrena el Real Unión.
Santana va arribar a la Reial Societat el 2006, com a entrenador del planter. El 2008, va passar a la Reial Societat B, com a assistent d'Imanol Idiakez i Meho Kodro.
El 17 de juny de 2013 Santana fou nomenat entrenador de l'equip B, amb dos anys de contracte. El 5 de novembre de l'any següent es va fer càrrec del primer equip, com a interí, a causa de la destitució de Jagoba Arrasate.
Santana va fer d'entrenador del seu primer partit professional el 9 de novembre de 2014, amb una victòria per 2–1 a casa contra l'Atlètic de Madrid. Posteriorment fou nomenat assistent de David Moyes, amb el qual va romandre al primer equip.